# Melitón Simois
Melitón Simois (San Bautista, 1884 - Canelones, 1964) fou un poeta, periodista i polític uruguaià.
Nascut al poble de San Bautista, Simois va ser editor i redactor dels diaris El Baluarte, Nuevos Rumbos i La Razón de Canelones. També fou director del periòdic El Derecho, de Melo, Cerro Largo. Simois també té col·leccions de poesia, i algunes de les seves obres més conegudes són Flores de otoño i El remanso.
El 19 de gener de 1920 formà part del Consell d'Administració del departament de Canelones, tasca per a la qual va ser reelegit tres anys després, ocupant el càrrec fins al 1926.
Morí a Canelones, amb 80 anys.

## Obra
- Flores de otoño (1915).
- El remanso (1935).
- Póstumas.